# Nikon D5100

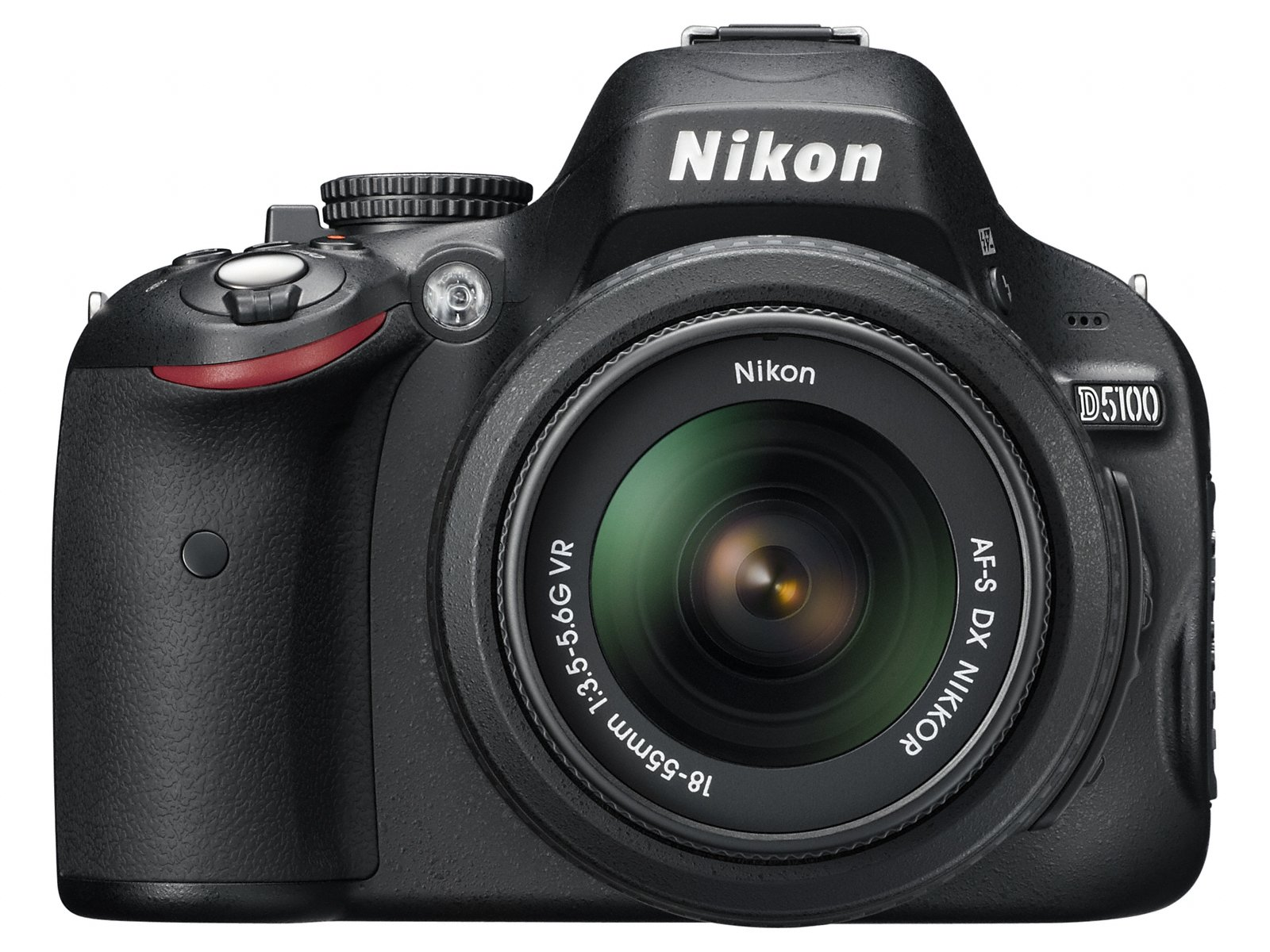

Nikon D5100 — цифрова однооб'єктивна дзеркальна фотокамера початкового рівня компанії Nikon, представлена 5 квітня 2011 року. Являє собою розвиток моделі Nikon D5000.
Фотоапарат оснащений поворотним дисплеєм 3.0", матрицею APS-C (23.7х15.6 мм) з кроп-фактором 1,5 та роздільною здатністю 16 Mpx і дозволяє використовувати об'єктиви з байонетом Nikon F та виконувати запис відео в форматі Full HD (1920x1080). Підтримується режим HDR. Швидкість серійної зйомки 4 кадрів/сек. 2 інфрачервоних порти для керування камерою з допомогою дистанційного інфрачервоного пульту (наприклад LM-L3).
Тип батареї: Li-ion.